# Vårtskinnad salamander
Vårtskinnad salamander (Taricha granulosa) är en salamanderart av släktet Taricha som finns i västra USA.

## Beskrivning
Den vårtskinnade salamandern har en ljusbrun, olivfärgad till brunsvart ovansida med en gul till orange buksida. Vissa populationer har svarta fläckar på buksidan. Längden varierar mellan 12,5 och 21,5 cm. Huden är normalt vårtig, men under parningstiden utvecklar hanarna slät hud och svarta, hornartade dynor på fötterna. En del forskare anser att det finns en underart, Taricha granulosa mazamae, som kännetecknas av mörkare ryggsida, medan andra endast betraktar sådana individer som en färgvariant. Den har mörka undre ögonlock och gulaktig iris. Larven är brun med ljusa fläckrader på sidorna.

## Utbredning
Salamandern finns längs USA:s västkust från sydöstra Alaska till Kalifornien (Santa Cruz County). Rapporter finns om möjliga inplanteringar i Klippiga bergen, även om möjligheten att de kommit dit på naturlig väg inte kan uteslutas.

## Ekologi
De vuxna individerna kan uppträda både på land och i vatten. Under sommaren är det vanligt att den mer eller mindre helt tillbringar sin tid i vatten för att undvika uttorkning. Som akvatisk miljö föredrar den stillastående eller nästan stillastående vatten, som dammar, sjöar, bäckar och diken. Den kan gå mycket djupt, och har blivit iakttagen på 12 meters djup. På land uppehåller den sig gärna på skogbeklädda sluttningar och under murket trä. I bergen kan den nå upp till 2 800 m. Neoteni (förhållandet att djuren behåller larvutseendet även som vuxen, fortplantningsduglig individ) förekommer. Medellivslängden beräknas till 12 år.

### Föda och predation
Födan, som oftast tas nattetid, även om djuret även äter under dagen, består av olika kräftdjur, insekter, spindeldjur, blötdjur, maskar, bland annat iglar, svampdjur och ägg och larver av andra groddjur. I undantagsfall kan den ta småfisk. Kannibalism förekommer. Larverna, som gömmer sig under stenar och bland vattenväxter under dagen, livnär sig först på protozoer, men övergår sedan till små kräftdjur och vattenlevande insektslarver. Arten är mycket giftig och innehåller neurotoxinet tetrodotoxin. Som en följd av detta har den få fiender; de enda egentliga predatorerna är strumpebandssnokar och den egna arten. Dödsfall har inträffat efter att människor fått i sig giftet.

### Fortplantning
Fortplantning och larvutveckling sker i vatten. Leken äger rum från vår till höst beroende på klimatet (ju mildare vintrar desto senare lek). Under denna positionerar hanen sig ovanpå honan, stryker sin haka mot hennes nos och omfamnar henne med sina bakben i en amplexus som kan vara från några timmar till två dygn. Därefter avsätter han en spermatorfor som honan tar upp med sin kloak. Honan lägger därefter äggen ett och ett på vattenväxter eller detritus. De kläcks efter 3 till 4 veckor, och larverna förvandlas efter 4 till 5 månader. Könsmognad inträffar vid 4 till 5 års ålder.